# Csőrike nagyratörő kalandja
A Csőrike nagyratörő kalandja (eredeti cím: Tweety's High-Flying Adventure) 2000-ben bemutatott amerikai 2D-s számítógépes animációs zenés filmvígjáték. Jules Verne 80 nap alatt a Föld körül című regénye alapján készült. Karl Torege, Charles Visser, James T. Walker és Kyung Won Lim rendezte, producere Tom Minton és James T. Walker. A forgatókönyvet Tom Minton, Tim Cahill és Julie McNally-Cahill írta, a zenéjét J. Eric Schmidt szerezte.
A Warner Bros. Animation gyártásában készült, a Warner Home Video forgalmazásában jelent meg. Az Amerikai Egyesült Államokban 2000. szeptember 12-én adták ki VHS-en.

## Szereplők
| Szereplő             | Hang                   |
| -------------------- | ---------------------- |
| Tapsi Hapsi          | Joe Alaskey            |
| Szilveszter          | Joe Alaskey            |
| Rimfire ezredes      | Joe Alaskey            |
| Csőrike              | Joe Alaskey            |
| Dodó kacsa           | Joe Alaskey            |
| Marvin, a marslakó   | Joe Alaskey            |
| Henery héja          | Joe Alaskey            |
| Pepe lö Pici         | Joe Alaskey            |
| Nagyi                | June Forey             |
| Aoogah               | T’Keyah Crystal Keymáh |
| Rissz-Rossz Sam      | Jim Cummings           |
| Tasmán ördög         | Jim Cummings           |
| Cool macska          | Jim Cummings           |
| Tolvaj               | Jim Cummings           |
| Rocky                | Jim Cummings           |
| Herbie               | Jim Cummings           |
| Bertie               | Jeff Bennett           |
| Bóbita kakas         | Jeff Bennett           |
| Kaszinós macska #1   | Jeff Bennett           |
| Lola nyuszi          | Kath Soucie            |
| Kaszinós macska #2   | Rob Paulsen            |
| Hajó legénység tagja | Rob Paulsen            |
| Szfinx               | Rob Paulsen            |
| Tyúk Ica             | Tress MacNeille        |
| Reptéri dolgozó      | Tress MacNeille        |
| Anglia királynője    | Tress MacNeille        |
| Hector, a bulldog    | Frank Welker           |
| Hugo, a jeti         | Frank Welker           |
| Mugsy                | Frank Welker           |
| Pete puma            | Stan Freberg           |